# شهاب کنکونی
شهاب کنکونی (عربی: شهاب كنكوني؛ زادهٔ ۲۸ آوریل ۱۹۸۱) بازیکن فوتبال اهل کویت بود.
از باشگاه‌هایی که در آن بازی کرده‌است می‌توان به باشگاه ورزشی کاظمه کویت، باشگاه فوتبال الیرموک کویت، و باشگاه ورزشی العربی کویت اشاره کرد.
وی همچنین در تیم ملی فوتبال کویت بازی کرده‌است.